# (34774) 2001 QX261
2001 QX261 (asteroide 34774) é um asteroide da cintura principal. Possui uma excentricidade de 0.05903420 e uma inclinação de 9.54850º.
Este asteroide foi descoberto no dia 25 de agosto de 2001 por LINEAR em Socorro.